# 國家自然和發展運動
國家自然和發展運動（法語：Mouvement National pour la Nature et le Développement）是一個阿爾及利亞小型綠色主義政黨，他在2007年5月17日舉行的全國人民議會選舉中獲得2%選票，因此可以在該屆389個議席中得到7個席位。